# Дартфорд
Да̀ртфорд (на английски: Dartford) е град в Югоизточна Англия, графство Кент. Намира се на 25 km югоизточно от центъра на Лондон. Населението му е около 86 000 души (2001).

## Личности
Родени
- Мик Джагър (р. 1943), музикант

Починали
- Ричард Тревитик (1771-1833), английски изобретател